# Ulica Bohaterów Monte Cassino w Lublinie
Ulica Bohaterów Monte Cassino w Lublinie – są to dwie, całkowicie niezależne od siebie ulice. Położona bardziej na południe to jedna z ważniejszych arterii komunikacyjnych Lublina. Przebiega przez dzielnice Rury i Konstantynów. Odcinek od ul. Armii Krajowej do ul. Wojciechowskiej stanowi część obwodnicy miejskiej. Ulica wysunięta bardziej na północ to niewielka ulica osiedlowa na Sławinku o długości 500 m, ciągnąca się od ulicy Grabowej do al. Warszawskiej. 

## Przebieg
Część południowa o długości 1600 m rozpoczyna się przy Rondzie Nauczycieli Tajnego Nauczania i biegnie na zachód do ulicy Armii Krajowej, od niej odbija w prawo na północ i kończy się na skrzyżowaniu z ul. Wojciechowską i jej główny bieg jest kontynuowany przez al. Tadeusza Mazowieckiego.
Ulica na odcinku od Ronda Nauczycieli Tajnego Nauczania do Armii Krajowej jest jednojezdniowa i ma po dwa pasy ruchu w każdym kierunku. Od skrzyżowania z ul. Armii Krajowej do Wojciechowskiej jest dwujezdniowa i ma po dwa pasy ruchu w każdym kierunku. Nad ulicą w pobliżu skrzyżowania z ul. Armii Krajowej jest kładka dla pieszych.

## Budowa obwodnicy miejskiej
Odcinek od ul. Armii Krajowej do Wojciechowskiej wraz z wybudowaną jako nowy przebieg drogi wojewódzkiej 809, al. Tadeusza Mazowieckiego, stanowi fragment obwodnicy miejskiej. Ma również zbierać ruch z południowo-zachodniej części miasta w kierunku obwodnicy pozamiejskiej. Aleja T. Mazowieckiego, której otwarcie planowano na kwiecień 2018, została oddana do użytku 28 lipca 2018.

## Komunikacja miejska
Nad ulicą od ron. Nauczycieli Tajnego Nauczania do al. Kraśnickiej rozwieszona jest trakcja trolejbusowa. Przy ulicy znajduje się 7 przystanków autobusowych. Kursuje nią wiele autobusów i trolejbusów.